# Лимин-Херсонису
Лими́н-Херсони́су (греч. Λιμήν Χερσονήσου) — малый город в Греции, на севере острова Крит, на побережье Критского моря в 25 километрах восточнее столицы острова — Ираклиона (25 км от ираклионского аэропорта и 27 км от порта в Ираклионе) и 40 километрах северо-западнее Айос-Николаоса. Население 2968 жителей по переписи 2011 года. Входит в общину (дим) Херсонес в периферийной единице Ираклион в периферии Крит.
Название город получил от греч. λιμήν — порт, гавань, и древнего города Херсонеса, находившегося здесь.

## История
Современный город Лимин-Херонису построен на месте, где находился древний город Херсонес (греч. Χερσόνησος) или Херро́нес (новоатт. Χερρόνησος). Основан Херсонес был в минойский период. Название Херсонес получил от греч. χερσόνησος (новоатт. χερρόνησος) — полуостров. Страбон пишет, что город был корабельной стоянкой Ликта, в километре к востоку находилось святилище Бритомартиды. Город достиг расцвета в римский и византийский периоды. В город был построен акведук из Ликта, был театр, базилика. Сохранился римский фонтан.

## Общинное сообщество Лимин-Херсонису
В общинное сообщество Лимин-Херсонису входят пять населённых пунктов. Население 3815 жителей по переписи 2011 года. Площадь 11,247 квадратных километров.
| Населённый пункт | Население (2011), человек |
| ---------------- | ------------------------- |
| Анисарас         | 191                       |
| Драпанос         | 13                        |
| Кутулуфарион     | 357                       |
| Лимин-Херсонису  | 2968                      |
| Пископианон      | 286                       |

## Туризм
Лимин-Херсонису ориентирован на туристов. По побережью в районе порта проходит полоска баров, особенно часто встречаются бары с ирландской и голландской тематикой. Вечером в городе начинается клубная жизнь, поэтому город популярен среди молодежи. Среди популярных клубов можно отметить Palm Beach Club, имеющий большую территорию под открытым небом. Можно отметить и Star Beach — развлекательный парк при отеле Star Beach Village. Вход в данный парк бесплатный. На его территории располагается небольшой аквапарк, дискотека, бассейны и бары, а также другие развлечения.

## Достопримечательности
В Лимин-Херсонису расположен музей под открытым небом «Лихностатис» (Λυχνοστάτης), созданный к 1991 году, со множеством экспонатов, относящихся к народному творчеству, истории, культуре и природе Крита.
От римских времен в Лимин-Херсонису сохранился фонтан. Изначально этот фонтан был частью огромной античной виллы с сотнями таких же и более крупных фонтанов, расположенной близ пристани острова. Фонтан разделён диагональными бортиками, по бокам которых выложена старинная мозаика в светло голубых тонах. Если присмотреться, то можно разглядеть интересный сюжет — старого маленького рыбака окружают огромные рыбы, морские птицы и осьминоги.

## Население
| Год  | Население, человек |
| ---- | ------------------ |
| 1991 | 2352               |
| 2001 | 2953               |
| 2011 | ↗ 2968             |